# Сергєєво
Сергєєво (рос. Сергеево) — селище Багратіоновського району, Калінінградської області Росії. Входить до складу Гвардійського сільського поселення.
Населення — 8 осіб (2015 рік).